# اضطهاد المسيحيين في الإمبراطورية الرومانية

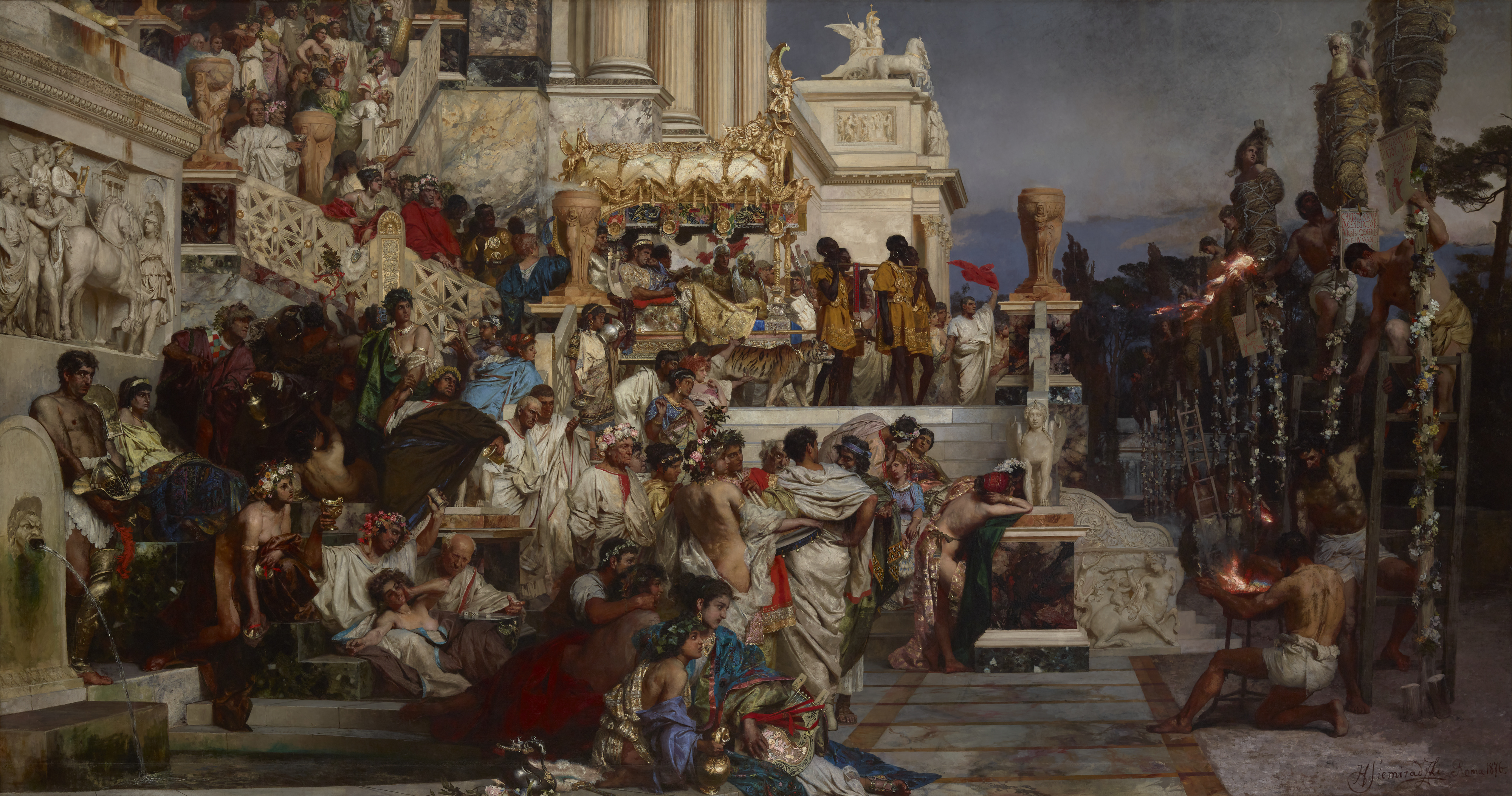
لوحة شعلة نيرون، وفقًا لتاسيتوس، إستخدم نيرون المسيحيين كمشاعل بشريّة.

إن المشكلة الأساسية التي عانت منها كنيسة القرنين الثاني والثالث تمثلت في الاضطهادات الرومانية؛ فمنذ صدور مرسوم طرد المسيحيين من روما حوالي العام 58 وحتى العام 312 عانى المسيحيون من شتى أنواع الاضطهاد كان أقساها اضطهاد نيرون الذي شمل حريق روما، دومتيانوس الذي استمر سبعة وثلاثين عامًا واتخذت بداية هذا الاضطهاد أصل التقويم المعروف باسم التقويم القبطي أو المصري، وحسب مراجع الكنيسة القبطية الأرثوذكسية فقد قتل مئات الآلاف خلال هذا الاضطهاد، تراجان، ماركوس أوريليوس، سبتيموس سيفيروس، ماكسيمين، ديكيوس، جالينوس، أوريليان، دقلديانوس وهي ما تعرف عمومًا في التاريخ المسيحي باسم الاضطهادات العشر الكبرى.
لكن الأمور أخذت بالتحسن مع منشور غاليريوس التسامحي وخطوات الإمبراطور قسطنطين التي توجت بمرسوم ميلانو سنة 312 والذي اعترف بالمسيحية دينًا من أديان الامبراطورية، فرغم جميع الاضطهادات، كانت قوة المسيحية الديموغرافية تتنامى مع العلم أنها وحتى عام 312 كانت أقلية داخل الإمبراطورية ككل، لكنها قد تحولت إلى قوة لا تستطيع جهات الإمبراطورية الرسمية طمسها أو التغاضي عنها.
أثرّت هذه الاضطهادات بشكل كبير على تطور المسيحية، وعلى تشكيل اللاهوت المسيحي وهيكل الكنيسة. من بين أمور أخرى، أدى الاضطهاد أدى إلى ظهور العديد من القديسين المسيحيين الذي قد ساهمت في سرعة انتشار المسيحية وممن عملوا في تفسيرات العقيدة المسيحية والدفاع عن الدين المسيحي.

## نبذة تاريخية

### نظرة عامة
قبل حكم ديكيوس (249 -251 ميلادية)، وقعت حادثة الاضطهاد الوحيدة المعروفة على يد الدولة الرومانية تحت حكم نيرون سنة 64 ميلادية. بحلول أواسط القرن الثاني، كان الرعاع على استعداد لأن يرموا المسيحيين بالحجارة، وربما بدافع تنافس طائفي. سبق الاضطهاد في ليون (177 ميلادية) عنف غوغائي شمل الاعتداءات والسطو والرجم بالحجارة. يروي لوقيان خدعة متقنة وناجحة اقترفها «رسول» أسقليبيوس، مستخدمًا ثعبانًا مروضًا، في بنطس وبافلاغونيا. عندما بدت الإشاعات على وشك فضح احتياله، ذكر الكاتب في مقالته اللاذعة ما يلي:
…لقد أذاع كلامًا يستهدف تخويفهم، إذ قال إن بنطس كانت مليئة بملحدين ومسيحيين لديهم من القوة ما يجعلهم ينطقون بأبشع صيحات الإساءة؛ وقد دعا إلى إبعادهم بالحجارة إذا أرادوا أن يكون الله رحيمًا.
دُوّن كتاب الاعتذار لترتليان سنة 197 ميلادية، على نحو ظاهري، دفاعًا عن المسيحيين المضطهَدين وموجَّهًا إلى الحكام الرومان.
في سنة 250 ميلادية، أصدر الإمبراطور ديسيوس مرسومًا يقضي بتقديم ذبيحة علنية، وهو أمر شكلي يعادل شهادة الولاء للإمبراطور وللنظام القائم. لا يوجد دليل على أن المرسوم كان يهدف إلى استهداف المسيحيين، بل كان شكلًا من أشكال قسم الولاء. أذن ديسيوس للجان الجوالة التي تزور المدن والقرى أن تشرف على تنفيذ الذبائح، وتقدم شهادات مكتوبة لجميع المواطنين الذين يؤدّونها. غالبًا ما أُتيحت للمسيحيين فرصٌ لتجنب المزيد من العقاب عبر تقديم الذبائح علنًا أو حرق البخور للآلهة الرومانية، ولكن اتهمهم الرومان بعدم التقوى عندما كانوا يرفضون. ترتب على الرفض عقوبة الاعتقال والسجن والتعذيب والإعدام. هرب المسيحيون إلى ملاذات آمنة في الريف واشترى البعض منهم شهاداتهم التي تُسمى ليبيللي. ناقشت عدة مجالس عُقدت في قرطاج مدى قبول المجتمع لهؤلاء المسيحيين المنقطعين.
بلغ الاضطهاد ذروته مع ديوكلتيانوس وغاليريوس في نهاية القرن الثالث وبداية القرن الرابع. كانت أفعالهم المعادية للمسيحيين، والتي اعتُبرت الأكبر، آخر عمل وثني كبير قام به الرومان. أصدر الإمبراطور الروماني غاليريوس سنة 311 مرسوم سيرديكا، الذي دُعي أيضًا مرسوم التسامح للإمبراطور غاليريوس، في سيرديكا (صوفيا اليوم، بلغاريا) وأنهى رسميًا الاضطهاد الديوكلتيانوسي للمسيحية في الشرق. سرعان ما تولى قسطنطين العظيم السلطة، وفي سنة 313 صارت المسيحية دينًا شرعيًا على نحو تام. مع ذلك، لم تصبح المسيحية الديانة الرسمية للإمبراطورية الرومانية حتى ثيودوسيوس الأول في القرن الرابع الأخير.

### 64 –250
قبل اتهام نيرون بإحراق الممتلكات عمدًا والقيام بأعمال معادية للمسيحيين في سنة 64، اقتصر كل العداء كما بدا على العداء اليهودي الداخلي. في العهد الجديد (سفر أعمال الرسل 18:2-3)، يُعرَف يهودي اسمه أكيلاس أتى مؤخرًا من إيطاليا هو وزوجته بريسكيلا لأن الإمبراطور كلوديوس «أمر جميع اليهود بمغادرة روما». من المتفق عليه، على نحو عام، أن الاضطهاد المسيحي كان منعزلًا ومنحصرًا منذ حكم نيرون حتى اتخاذ ديكيوس إجراءات واسعة النطاق سنة 250. على الرغم من أنه غالبًا ما يُزعم أن المسيحيين تعرضوا للاضطهاد بسبب رفضهم عبادة الإمبراطور، فإن كراهية المسيحيين نشأت، على الأرجح، جراء رفضهم عبادة الآلهة أو الاشتراك في الذبيحة، وهو الأمر الذي كان متوقعًا من أولئك الذين يعيشون في الإمبراطورية الرومانية. رغم أن اليهود رفضوا أيضًا الاشتراك في هذه الأعمال، فقد جرى التسامح معهم لأنهم اتبعوا شريعتهم الطقسية اليهودية الخاصة بهم، مع إضفاء الشرعية على دينهم بطبيعته الموروثة. من ناحية أخرى، اعتقدوا أن المسيحيين، الذين كان يُعتقد أنهم يشاركون في طقوس غريبة وطقوس ليلية، قد أنشؤوا طائفة خطرة تؤمن بالخرافات.
خلال هذه الفترة، كانت الإجراءات المعادية للمسيحيين إجراءات مبنية على الاتهام لا على البحث والاستطلاع. قام الحكام بدور أكبر في الدعاوى مقارنة بالأباطرة، ولكن لم يكن الحكام يبحثون عن المسيحيين، بل اتهموا المسيحيين وحاكموهم من خلال عملية تعرف باسم المحاكمة غير العادية. لا يوجد وصف موثوق به ومفصل لمحاكمة مسيحية، لكن الأدلة تشير إلى أن المحاكمات والعقوبات تباينت تباينًا كبيرًا، وتراوحت الأحكام من البراءة إلى الإعدام.

### تراجان
تراسل تراجان، بوصفه إمبراطورًا مدنيًا، مع بلينيوس الأصغر بشأن كيفية التعامل مع مسيحيي بنطس، وطالب بلينيوس بمواصلة اضطهاده للمسيحيين، مع عدم قبول بلاغات مجهولة، حرصًا على العدالة وكذلك حرصًا على «روح العصر». بينما أُعدم غير المواطنين الذين يعترفون بأنهم مسيحيون ويرفضون الارتداد؛ بتهمة «المكابرة». وأُرسلوا إلى روما لمحاكمتهم.
رغم ذلك، اعتبر اللاهوتيون المسيحيون في القرون الوسطى تراجان وثنيًا فاضلًا.

### هادريان
منح الإمبراطور هادريان (117 -138)، الذي تجاوب أيضًا مع مشورة حاكم المقاطعة بشأن كيفية التعامل مع المسيحيين، المسيحيين تساهلًا أكبر. صرح هادريان بأن مجرد كونهم مسيحيين لا يكفي لاتخاذ إجراءات ضدهم، بل لا بد أن يرتكبوا فعلًا غير قانوني. بالإضافة إلى ذلك، لا ينبغي التسامح مع «الهجمات الافترائية» على المسيحيين، ما يعني أن كل مَن أقام دعوى ضد المسيحيين، وفشل في إثباتها، سيتعرض للعقاب.